# 巴拿馬國防軍
巴拿馬國防軍（西班牙語：Fuerzas de Defensa de Panamá，FFDD），1983年以前称巴拿馬國民警衛隊（Guardia Nacional de Panamá），是巴拿馬已解散的武裝部隊。1989年，美國入侵巴拿馬後，被解散。其职能後由巴拿馬公共部隊取代。